# Lützenkirchen

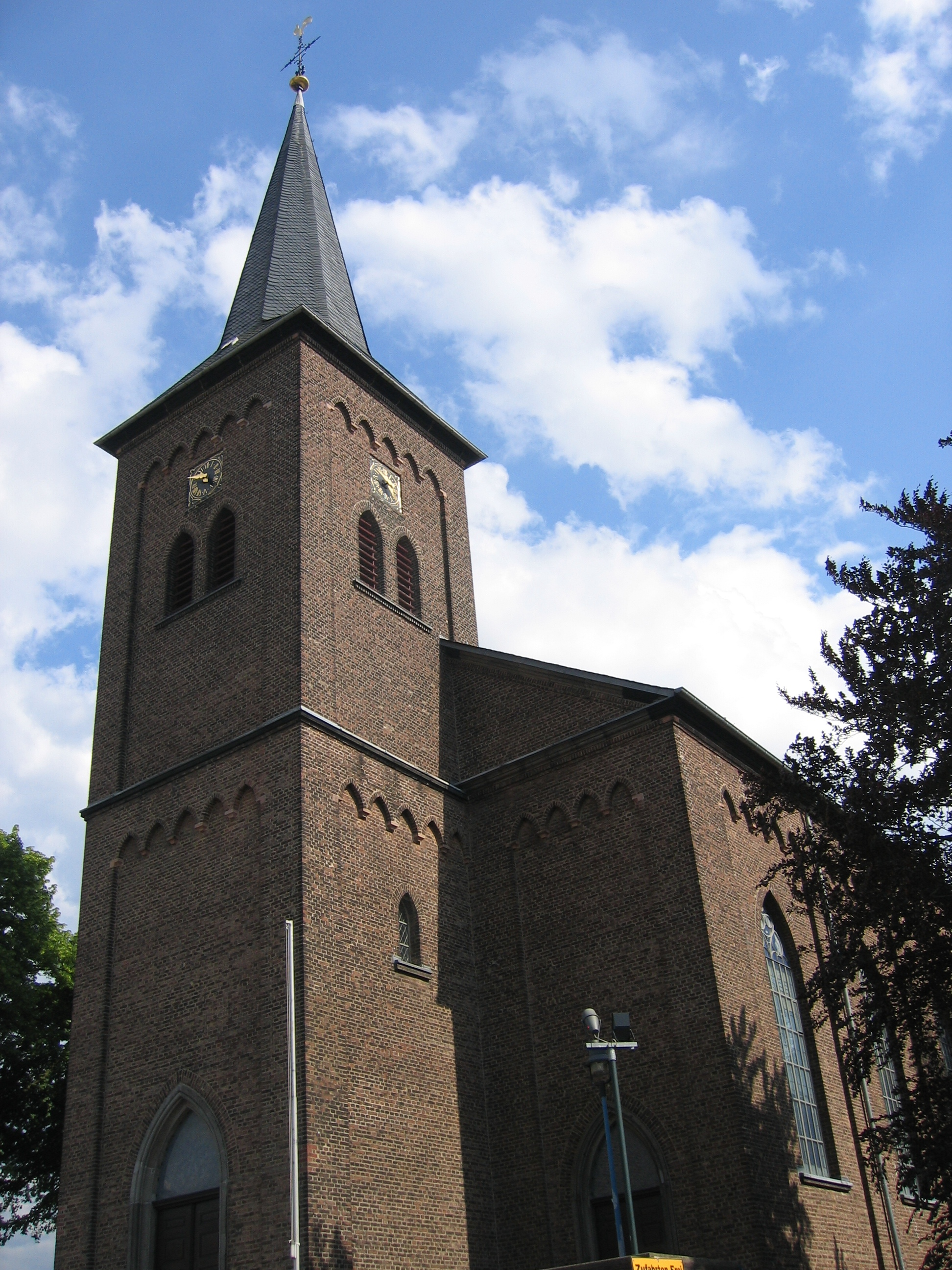
Maurinuskirche

Lützenkirchen ist ein Stadtteil im Leverkusener Osten. Auf einer Fläche von 416,5 ha hat er 11.669 Einwohner (31. Dezember 2023), die Bevölkerungsdichte beträgt 2.798 Einwohner pro km².

## Lage
Lützenkirchen grenzt im Osten an Burscheid, im Süden an Steinbüchel und Alkenrath, im Westen an Quettingen und im Norden an Bergisch Neukirchen. Die höchsten Stellen Lützenkirchens und ganz Leverkusens sind die beiden Hügel „Schöne Aussicht“ und „Herberg“.

## Geschichte

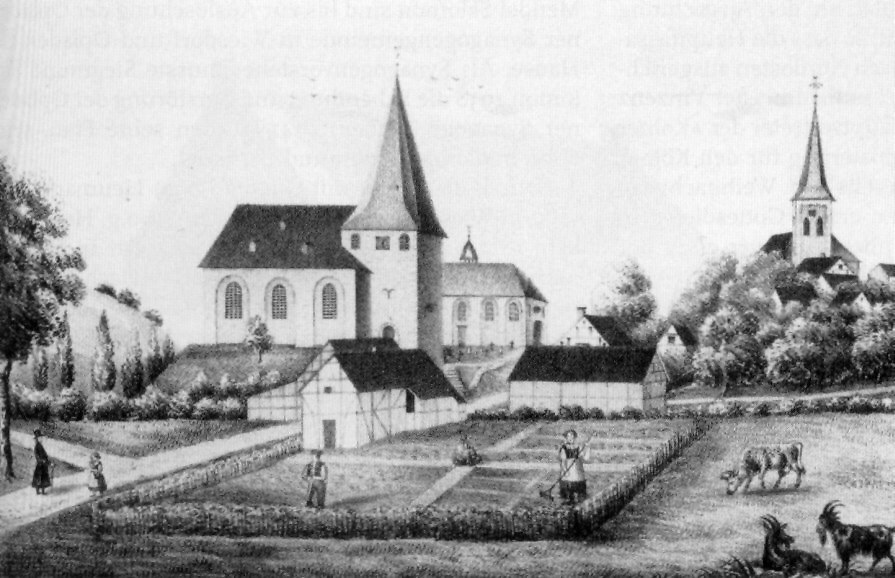
Historische Ansicht von Lützenkirchen mit alter (links) und neuer (rechts) Maurinuskirche sowie der Annakapelle (um 1845)

Der Ortsname bedeutet „Kleinkirchen“.
Urkundlich erwähnt wurde Lützenkirchen als Lützelenkerke je nach Betrachtungsweise im Jahr 1155 oder 1165 in einer Urkunde der Abtei Deutz und ist somit einer der ältesten Leverkusener Stadtteile.
Im Jahre 1363 wurde Lützenkirchen erstmals als Sitz eines Gerichts erwähnt. 1348 und 1349 starben über der Hälfte der Einwohner Lützenkirchens an der Pest.
Nachweislich vor 1423 wurde die Schützenbruderschaft Lützenkirchen gegründet. Diese existiert noch heute und gehört zu den ältesten Schützenbruderschaften im Bund der historischen deutschen Schützenbruderschaften.
Gegen 1717 siedelten sich zahlreiche Woll- und Leinenweber in Lützenkirchen an.
Bis zur frühen Neuzeit gehörte Lützenkirchen zum Amt Miselohe im Herzogtum Berg. Nach der Franzosenzeit kam Lützenkirchen im Jahre 1815 an das Königreich Preußen und war ein Teil des Kreises Opladen im Regierungsbezirk Düsseldorf.
In Lützenkirchen ist seit dem 12. Jahrhundert eine Pfarrei belegt. Eine erste Kirche bestand bis 1684, für die 1519 eine Glocke gegossen wurde. 1847 wurde die heutige Maurinus-Kirche geweiht, die zweite, 1683–1686 erbaute Kirche wurde abgerissen. Die 1698 errichtete Annakapelle sowie die 1712 erbaute Kreuzkapelle existieren bis heute.
Die Infrastruktur Lützenkirchens wurde 1914 mit der Errichtung einer elektrischen Kleinbahn nach Opladen und 1927 mit dem Anschluss der Gemeinde an die Gasversorgung erheblich verbessert. 1955 lösten Busse der Bahnen des Rhein-Wupper-Kreises die Kleinbahn ab.
Im Jahre 1927 wurde der Fußballverein SSV Lützenkirchen gegründet. Seitdem trägt der Verein seine Heimspiele auf dem Sportplatz in Bruchhausen in Lützenkirchen aus. 1964 öffnete sich der Verein auch für andere Sportarten. Heute bietet er neben Fußball auch Badminton, Beatgymnastik, Futsal, Tischtennis, Turnen und Volleyball an.
Im Zuge einer Gemeindereform im Jahr 1930 schied Lützenkirchen aus der Bürgermeisterei mit Schlebusch aus und wurde zusammen mit Quettingen nach Opladen eingemeindet. Nach dem Zusammenschluss von Hitdorf, Opladen und Leverkusen zur neuen Stadt Leverkusen gehört Lützenkirchen seit dem 1. Januar 1975 zum Stadtbezirk III.

## Wirtschaft und Infrastruktur

### Industrie
Die Lützenkirchener Weber waren für die Qualität ihrer Produkte bekannt. So stammten die meisten der auf der Titanic verwendeten Stoffe von ihnen.

### Einrichtungen
- Katholischer Kindergarten Sankt-Maurinus[6]
- Katholischer Kindergarten St. Anna
- Evangelische Kindertagesstätte Arche Noah[7]
- Städtischer Kindergarten
- Gemeinschaftsgrundschule Im Kirchfeld Lützenkirchen[8]
- Werner-Heisenberg-Gymnasium
- Jugend- und Bürgerhaus Schöne Aussicht
- Freiwillige Feuerwehr Leverkusen – Löschzug 22 – Lützenkirchen (Ausrückebereich Lützenkirchen, Quettingen und Neue Bahnstadt Opladen) und Jugendfeuerwehr Gruppe 3
- Schützenklause Lützenkirchen im Pfarrheim St. Maurinus[9]

### Verkehrsanbindung
Nach der Einstellung der Kleinbahn von Opladen über Quettingen nach Lützenkirchen 1955 übernahmen Busse der Bahnen des Rhein-Wupper-Kreises die Verkehrsbedienung über die Lützenkirchener Straße, später kam eine zweite Linie über die Quettinger Straße hinzu. 1969 ging der Verkehr an das Unternehmen Kraftverkehr Wupper-Sieg über.
Heute wird Lützenkirchen im Rahmen des Verkehrsverbundes Rhein-Sieg von folgenden Linien berührt:
- Linie 201 Lützenkirchen, Forellental – Lützenkirchener Straße – Opladen Busbf. – Leverkusen-Mitte Bf – Chempark S-Bahnhof
- Linie 205 Opladen, Busbf. – Neue Bahnstadt Opladen, Funkenturm – Lützenkirchener Straße – Lützenkirchen – Steinbüchel – Schlebusch – Schlebusch, Stadtbahn
- Linie 206 Mathildenhof, Potsdamer Straße – Steinbüchel – Lützenkirchen – Quettinger Straße – Opladen, Busbf. – Langenfeld S-Bahnhof – Langenfeld, Turnerstraße
- Linie 229 In Holzhausen – Lützenkirchen Mitte – Dürscheid – Burscheid
- Linie 235 Lützenkirchen – Maurinusstraße – Biesenbach – Lützenkirchen (montags bis freitags, mit Kleinbussen)
- Linie 236 In Holzhausen – Lützenkirchen Mitte – Kamp – Ropenstall – Meckhausen (montags bis freitags, mit Kleinbussen)
- Linie SB 20 (Schnellbus) Lützenkirchen, Forellental – Quettinger Straße – Leverkusen-Mitte Bf
- Linie N 21 (Nachtbus) Lützenkirchen, Forellental – Lützenkirchener Straße – Opladen Busbf. – Küppersteg – Leverkusen Mitte Bf.